# شباهت کامل
شباهت کامل (به انگلیسی: Dead Ringers) فیلمی به کارگردانی دیوید کراننبرگ محصول سال ۱۹۸۸ میلادی است. فیلم‌نامه این اثر را کراننبرگ به همراه نورمن اسنایدر برپایه کتاب دوقلوها نوشته باری وود و جک گیسلند نوشتند.

## خلاصه فیلم
«کلر نیوو» (بوژو)، بازیگر مشهوری که نابارور است به کلینیک باروری «منتل» مراجعه می‌کند. الیوت و بورلی دو پزشک این کلینیک هستند که دوقلوی همسان نیز می‌باشند. «دکتر الیوت» مغرور که از این بازیگر آزار طلب خوشش آمده با او ارتباط برقرار می‌کند و بدون اطلاع «کلر»، «دکتر بورلی» را تشویق می‌کند جای او را بگیرد «بورلی» خجالتی دلباخته کلر می‌شود و بر خلاف سابق از فاش ساختن جزئیات رابطه خود برای «الیوت» سرباز می‌زند. «کلر» با فهمیدن ماجرا با عصبانیت با آندو درگیر می‌شود. «بورلی» ناراحت و آشفته به میگساری و موادمخدر روی می‌آورد. بعدها در حالی که زندگی حرفه‌ائی الیوت اوج گرفته، «بورلی» دوباره «کلر» را می‌بیند و آن دو شبی را هم می‌گذرانند.
در حالی که الیوت در واشینگتن در حال سخنرانی است، «بورلی» نیز زندگی مشترکی را با «کلر» آغاز می‌کند. وقتی «کلر» برای ده هفته به جرجیا می‌رود، «بورلی» دیوانه‌وار حسادت می‌کند و حالش بدتر می‌شود «الیوت» می‌خواهد مسئله اعتیاد «بورلی» را پنهان نگه دارد، تصمیم می‌گیرد خودش ترک اعتیاد او را در کلینیک در نظر بگیرد در حالی که شرایط روحی بورلی بدتر شده و مقوله‌ای که اسمش را «زنان تغییر شکل یافته» گذاشته ذهنش را به شدت مشغول کرده به «آندرس وولک» طراح (لک) سفارش ساخت مجموعه‌ائی از ابزارهای گروت‌سک پزشکی را می‌دهد تا موقع جراحی بیماران از آنان استفاده کند.
در نتیجه، هر دو برادر از امتیازاتی که در بیمارستان آن بهره می‌برند، محروم می‌شوند. «الیوت» که مطمئن است می‌تواند برادرش را به حال عادی برگرداند او را در کلینیک زندانی می‌کند «کلر» به خانه برمی‌گردد و با «بورلی» تماس می‌گیرد «بورلی» سرایدار را به بازکردن در راضی می‌کند و نزد «کلر» می‌رود پس از گذشت یک هفته وقتی از «الیوت» هیچ خبری نمی‌شود، «بورلی» به کلینیک برمی‌گردد در اینجا دو برادر در لابرات‌وا پر از آت و اشغال خود، رفته رفته سیل قهقرائی طی می‌کند تا اینکه «بورلی» ضربه‌ای مهلک به برادرش وارد می‌کند و سپس با «کلر» تماس می‌گیرد و نمی‌تواند لب از لب بگشاید او به کلینیک باز می‌گردد، کنار جسد «الیوت» دراز می‌کشد و خودکشی می‌کند.